# Биљана Балаћ
Биљана Балаћ (19. новембар 1971, Панчево) је српска рукометашица и дугогдишња репрезентативка чија је позиција пивот. Са репрезентацијом СР Југославије освојила је бронзану медаљу на Светском првенству 2001. Такође је играла за репрезентацију Србије и Црне Горе и репрезентацију Србије. Била је члан подгоричке Будућности, Радничког из Београда, Књаз Милоша, Панчевачке Петрохемије, Зајечара, Радничког из Крагујевца чији је спортски директор постала након завршетка каријере.